# クセニア・ラパポルト
クセニア・ラパポルト（クセニヤ・ラポポルト、Ксе́ния Алекса́ндровна Раппопо́рт, Kseniya Rappoport、1974年3月25日 - ）は、ロシアの女優。レニングラード(現在のサンクトペテルブルク)出身。

## 経歴
2007年、『題名のない子守唄』でダヴィッド・ディ・ドナテッロ賞主演女優賞を受賞。2009年、『時の重なる女』で第66回ヴェネツィア国際映画祭女優賞を受賞する。

## フィルモグラフィー

### 映画
- 蒼ざめた馬（2004年）
- 題名のない子守唄（2006年）
- ダブルボディ 愛と官能のルール（2008年）
- 時の重なる女（2009年）

## 受賞
- 2007年 - ダヴィッド・ディ・ドナテッロ賞主演女優賞（『題名のない子守唄』）
- 2009年 - 第66回ヴェネツィア国際映画祭女優賞（『時の重なる女』）